# Сотиров, Стоян
Стоян Сотиров (болг. Стоян Сотиров; 11 мая 1903, Градево, округ Горна Джумая, Османская Болгария — 18 января 1984, София; болгарский художник, живописец, близкий по мироощущению суровому стилю, получившему распространение в советском искусстве в 1960-х. Известен, в основном, своими масштабными, часто политически ангажированными произведениями. Коммунист, Герой социалистического труда, народный художник Болгарии, был воспитан на идеологических постулатах НРБ.

## Биография
Стоян Сотиров родился 11 мая 1903 в небольшом селе Градево, округ Горна Джумая, ныне (Благоевградская область) Болгарии, тогда —
Османской империи.
Учился в Болгарская Академия художеств в Софии у профессоров Стефана Иванова (болг.) (1875—1951) и Димитра Гюдженова (болг.) (1881—1979), специализация — живопись. Сотиров сотрудничал как карикатурист с возобновлённой в 1946 году газетой «Стыршел (болг.)».
При том, что темы для картин у Сотирова часто связаны с жизнью рабочих и фигуры в его картинах часто слишком тяжелы и малоподвижны, живописная ткань демонстрирует знакомство с новейшими веяниями в искусстве Запада.
В «Автопортрете» (1933) прослеживается интерес к современной европейской, в частности австрийской школе; в экспрессивной манере нанесения краски есть влияние Оскара Кокошки, у которого в 1920-х — 1930-х годах учились несколько видных болгарских живописцев.
Стоян Сотиров умер 18 января 1984 года в Софии.